# إرنست رينان
أرنست رينو (بالفرنسية: Ernest Renan)‏ (28 فبراير 1823 - 1892)، مؤرخ وكاتب فرنسي اشتهر بترجمته ليسوع التي دعا فيها إلى نقد المصادر الدينية نقدًا تاريخيًا علميًا وإلى التمييز بين العناصر التاريخية والعناصر الأسطورية الموجودة في الكتاب المقدس. ما أدّى إلى قيام الكنيسة الكاثوليكية بمعارضته.
اشتهر أيضًا بتعريف للقوم وخاض نقاشًا حادا مع المفكرين الألمان الذين كانوا يرون سكان منطقتي الألزاس ولورين (الفرنسيتين اللتين كانت ألمانيا تحتلهما منذ 1870) ألمانية من حيث العرق فردّ رينان قائلا إن الانتماء إلى قوم ليس مسألة عرق بل مسألة إرادة ووصفه بالـاستفتاء اليومي. فلا يزال هذا التعريف للقوم يلعب دورًا كبيرًا في تصور الفرنسيين لشعبهم وهويتهم. فلذلك أصبح رينان رمزًا من رموز فرنسا الجمهورية العلمانية القومية وأطلق اسمه على كثير من المدارس والمباني العمومية.

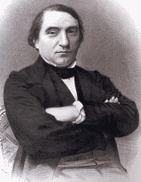
إرنست رينو

## تمرتب الأعراق
كان رينان يؤمن بتمرتب الأعراق.
- "خَلَقت الطبيعة عرقًا من العمال. هو العرق الصيني المتصف بشطارة يده العجيبة وبخلوه من عز النفس. احكموه بالعدل آخذين منها مقابل نعمة هذه السياسة أجرًا كبيرًا لصالح العرق المظفر يرضَ. ثم من عرقًا من الفلاحين: الزنج. عاملوه بالمعروف والإنسانية يستتبُّ النظام. ثم عرقًا من الأسياد والجنود: الأوربيين. ليعمل كل واحد ما خُلق من أجله يستقِمِ الأمر."

La Réforme intellectuelle et morale,1871

## نظرته للإسلام
كما أنه يعبّر في طيات ترجمته ليسوع وأعماله الأخرى عن احتقاره للإسلام.
- "الإسلام هو تعصب لم تكد تعرف مثيله إسبانيا في زمان فيليلبي الثاني أو إيطاليا في زمان بي الخامس. الإسلام هو الاستخفاف بالعلم، هو إزالة المجتمع المدني. هو بساطة العقل الساميّ الفظيعة التي تقلص دماغ الإنسان وتغلقه دون أية فكرة لطيفة ودون كل إحساس رقيق ثم دون كل بحث عقلاني ليواجهه بالتحصيل الحاصل الأزلي: الإله هو الإله."

## روابط خارجية
- إرنست رينان على موقع الموسوعة البريطانية (الإنجليزية)